# Шартава Гогоша Георгіївна
Гогоша Георгіївна Шартава (1898, село Зана, тепер Грузія — ?) — грузинська радянська діячка, колгоспниця-стахановка колгоспу імені Сталіна села Зана Цхакаївського району Грузинської РСР. Делегат Надзвичайного VIII Всесоюзного з'їзду Рад. Депутат Верховної ради СРСР 1-го скликання.

## Життєпис
Народилася в бідній селянській родині. У восьмирічному віці втратила батька. Навчалася в сільській школі, навчання не закінчила. З дитячих років працювала в сільському господарстві.
З 1930 року — колгоспниця-стахановка чайних плантацій колгоспу імені Сталіна села Зана Цхакаївського району Грузинської РСР. Досягала високих результатів у збиранні чайного зеленого листя.
Подальша доля невідома.
Дочки Гогоші Шартави, Бабуца і Назі, також з юних років працювали в колгоспі імені Сталіна села Зана Цхакаївського району.